# Bundeli jezik
Bundeli jezik (bundelski jezik;  bondili, bundelkhandi; ISO 639-3: bns), indoarijski jezik iz Indije čije se govorno područje nalazi između rijeka Yamunā, Chambal i Narmadā, ali su se migracijama nastanili po državama Uttar Pradesh, Madhya Pradesh, Maharashtra, Radžastan, Gudžarat i Andhra Pradesh. 644 000 (1997). Populacija se navodi i do 20 000 000.
Bundeli je jezik Bundelaca, a ima cijeli niz dijalekata: standardni bundelski, lodhanti (rathora), khatola, banaphari, kundri, nibhatta, tirhari, bhadauri (towargarhi), gaoli, kirari, raghobansi, nagpuri hindi, chhindwara bundeli.
Jedini je član istoimene podskupine zapadnohindskih jezika. U upotrebi je i hindski. Piše se na devanagariju; radio-programi.

## Poveznice
- Bundelkhandi
- Bundelkhand

## Vanjske poveznice
- Ethnologue (14th)
- Ethnologue (15th)